# Poikilospermum
Poikilospermum är ett släkte av nässelväxter. Poikilospermum ingår i familjen nässelväxter.

## Dottertaxa tillPoikilospermum, i alfabetisk ordning[1]
- Poikilospermum acuminatum
- Poikilospermum amboinense
- Poikilospermum amethystinum
- Poikilospermum annamense
- Poikilospermum borneense
- Poikilospermum concolor
- Poikilospermum cordifolium
- Poikilospermum dubium
- Poikilospermum erectum
- Poikilospermum forbesii
- Poikilospermum gjellerupii
- Poikilospermum hirsutum
- Poikilospermum inaequale
- Poikilospermum intermedium
- Poikilospermum lanceolatum
- Poikilospermum longifolium
- Poikilospermum micranthum
- Poikilospermum microstachys
- Poikilospermum naucleiflorum
- Poikilospermum nobile
- Poikilospermum oblanceolatum
- Poikilospermum oblongifolium
- Poikilospermum papuanum
- Poikilospermum paxianum
- Poikilospermum peltatum
- Poikilospermum scabrinervium
- Poikilospermum scortechinii
- Poikilospermum singalense
- Poikilospermum suaveolens
- Poikilospermum subscaber
- Poikilospermum subtrinervium
- Poikilospermum tangaum